# Svjetsko prvenstvo u plivanju 2003.
Svjetsko prvenstvo u plivanju 2003. održano je od 12. do 27. srpnja 2003. godine u španjolskom gradu Barceloni kao jedan od dijelova X. svjetskog prvenstva u vodenim športovima.

## Pojedinačna natjecanja

### Slobodni stil

#### 50 m slobodno
| Mjesto | Država                 | Plivač                    | Vrijeme |
| ------ | ---------------------- | ------------------------- | ------- |
| 1.     | Rusija                 | Aleksandr Popov           | 21,92   |
| 2.     | Ujedinjeno Kraljevstvo | Mark Foster               | 22,20   |
| 3.     | Nizozemska             | Pieter van den Hoogenband | 22,29   |
| 4.     | Nizozemska             | Johan Kenkhuis            | 22,30   |
| 5.     | Francuska              | Julien Sicot              | 22,38   |
| 6.     | Ukrajina               | Olexandr Wolynez          | 22,40   |
| 7.     | Australija             | Brett Hawke               | 22,41   |
| 8.     | SAD                    | Jason Lezak               | 22,44   |

| Mjesto | Država      | Plivačica           | Vrijeme |
| ------ | ----------- | ------------------- | ------- |
| 1.     | Nizozemska  | Inge de Bruijn      | 24,47   |
| 2.     | Australija  | Alice Mills         | 25,07   |
| 3.     | Australija  | Lisbeth Lenton      | 25,08   |
| 4.     | SAD         | Jenny Thompson      | 25,10   |
| 5.     | Njemačka    | Sandra Völker       | 25,14   |
| 6.     | Slovačka    | Martina Moravcová   | 25,17   |
| 7.     | Nizozemska  | Marleen Veldhuis    | 25,49   |
| 8.     | Bjelorusija | Swjatlana Chachlowa | 25,53   |

#### 100 m slobodno
| Mjesto | Država             | Plivač                    | Vrijeme |
| ------ | ------------------ | ------------------------- | ------- |
| 1.     | Rusija             | Aleksandr Popov           | 48,42   |
| 2.     | Nizozemska         | Pieter van den Hoogenband | 48,68   |
| 3.     | Australija         | Ian Thorpe                | 48,77   |
| 4.     | SAD                | Jason Lezak               | 48,94   |
| 5.     | Rusija             | Andrei Kapralow           | 48,95   |
| 6.     | Francuska          | Frederick Bousquet        | 49,30   |
| 7.     | JAR                | Ryk Neethling             | 49,51   |
| 8.     | Srbija i Crna Gora | Milorad Čavić             | 49,65   |

| Mjesto | Država      | Plivačica           | Vrijeme (s) |
| ------ | ----------- | ------------------- | ----------- |
| 1.     | Finska      | Hanna-Maria Seppälä | 54,37       |
| 2.     | Australija  | Jodie Henry         | 54,58       |
| 3.     | SAD         | Jenny Thompson      | 54,65       |
| 4.     | Bjelorusija | Alena Poptschanka   | 54,79       |
| 5.     | Australija  | Lisbeth Lenton      | 54,82       |
| 6.     | Slovačka    | Martina Moravcová   | 54,86       |
| 7.     | Njemačka    | Antje Buschschulte  | 54,91       |
| 8.     | Nizozemska  | Marleen Veldhuis    | 55,17       |

#### 200 m slobodno
| Mjesto | Država     | Plivač                    | Vrijeme (min) |
| ------ | ---------- | ------------------------- | ------------- |
| 1.     | Australija | Ian Thorpe                | 1:45,14       |
| 2.     | Nizozemska | Pieter van den Hoogenband | 1:46,43       |
| 3.     | Australija | Grant Hackett             | 1:46,85       |
| 4.     | Češka      | Květoslav Svoboda         | 1:48,73       |
| 5.     | Rusija     | Andrei Kapralow           | 1:48,76       |
| 6.     | Italija    | Federico Capellazzo       | 1:48,79       |
| 7.     | Slovenija  | Peter Mankoč              | 1:48,96       |
| 8.     | SAD        | Nate Dusing               | 1:49,35       |

| Mjesto | Država      | Plivačica         | Vrijeme (min) |
| ------ | ----------- | ----------------- | ------------- |
| 1.     | Bjelorusija | Alena Poptschanka | 1:58,32       |
| 2.     | Slovačka    | Martina Moravcová | 1:58,44       |
| 3.     | NR Kina     | Yang Yu           | 1:58,54       |
| 4.     | SAD         | Lindsay Benko     | 1:58,84       |
| 5.     | Francuska   | Solenne Figuès    | 1:59,27       |
| 6.     | Švedska     | Josefin Lillhage  | 1:59,28       |
| 7.     | Australija  | Elka Graham       | 1:59,46       |
| 8.     | SAD         | Rhiannon Jeffrey  | 1:59,81       |

#### 400 m slobodno
| Mjesto | Država                 | Plivač                | Vrijeme |
| ------ | ---------------------- | --------------------- | ------- |
| 1.     | Australija             | Ian Thorpe            | 3:42,58 |
| 2.     | Australija             | Grant Hackett         | 3:45,17 |
| 3.     | Rumunjska              | Dragoş Coman          | 3:46,87 |
| 4.     | Italija                | Massimiliano Rosolino | 3:47,44 |
| 5.     | SAD                    | Klete Keller          | 3:47,70 |
| 6.     | Rusija                 | Juri Prilukow         | 3:48,50 |
| 7.     | SAD                    | Chad Carvin           | 3:50,36 |
| 8.     | Ujedinjeno Kraljevstvo | Graeme Smith          | 3:51,83 |

| Mjesto | Država     | Plivačica         | Vrijeme (min) |
| ------ | ---------- | ----------------- | ------------- |
| 1.     | Njemačka   | Hannah Stockbauer | 4:06,75       |
| 2.     | Mađarska   | Éva Risztov       | 4:07,24       |
| 3.     | SAD        | Diana Munz        | 4:07,67       |
| 4.     | Australija | Elka Graham       | 4:08,60       |
| 5.     | Kanada     | Brittany Reimer   | 4:09,34       |
| 6.     | SAD        | Lindsay Benko     | 4:09,82       |
| 7.     | Rumunjska  | Simona Păduraru   | 4:13,62       |
| 8.     | NR Kina    | Chen Hua          | 4:13,75       |

#### 800 m slobodno
| Mjesto | Država                 | Plivač              | Vrijeme (min) |
| ------ | ---------------------- | ------------------- | ------------- |
| 1.     | Australija             | Grant Hackett       | 7:43,82       |
| 2.     | SAD                    | Larsen Jensen       | 7:48,09       |
| 3.     | Ukrajina               | Ihor Tscherwynskyj  | 7:53,15       |
| 4.     | Ujedinjeno Kraljevstvo | Graeme Smith        | 7:53,48       |
| 5.     | Rumunjska              | Dragoş Coman        | 7:57,22       |
| 6.     | SAD                    | Kurtis MacGillivary | 8:01,75       |
| 7.     | Japan                  | Shunichi Fujita     | 8:02,38       |
| 8.     | NR Kina                | Zhang Lin           | 8:04,10       |

| Mjesto | Država                 | Plivačica         | Vrijeme (min) |
| ------ | ---------------------- | ----------------- | ------------- |
| 1.     | Njemačka               | Hannah Stockbauer | 8:23,66       |
| 2.     | SAD                    | Diana Munz        | 8:24,19       |
| 3.     | Ujedinjeno Kraljevstvo | Rebecca Cooke     | 8:28,45       |
| 4.     | Kanada                 | Brittany Reimer   | 8:28,73       |
| 5.     | Njemačka               | Jana Henke        | 8:30,12       |
| 6.     | Mađarska               | Éva Risztov       | 8:35,70       |
| 7.     | SAD                    | Regina Sytsch     | 8:39,96       |
| 8.     | NR Kina                | Chen Hua          | 8:46,78       |

#### 1500 m slobodno
| Mjesto | Država                 | Plivač             | Vrijeme (min) |
| ------ | ---------------------- | ------------------ | ------------- |
| 1.     | Australija             | Grant Hackett      | 14:43,14      |
| 2.     | Ukrajina               | Ihor Tsсherwynskyj | 15:01,04      |
| 3.     | SAD                    | Erik Vendt         | 15:01,28      |
| 4.     | Ujedinjeno Kraljevstvo | David Davies       | 14:51,62      |
| 5.     | SAD                    | Larsen Jensen      | 15:05,04      |
| 6.     | Ujedinjeno Kraljevstvo | Graeme Smith       | 15:08,25      |
| 7.     | Italija                | Christian Minotti  | 15:13,28      |
| 8.     | Poljska                | Pawel Korzeniowski | 15:13,98      |

| Mjesto | Država                 | Plivačica         | Vrijeme (min) |
| ------ | ---------------------- | ----------------- | ------------- |
| 1.     | Njemačka               | Hannah Stockbauer | 16:00,18      |
| 2.     | SAD                    | Hayley Peirsol    | 16:09,64      |
| 3.     | Njemačka               | Jana Henke        | 16:10,13      |
| 4.     | Rusija                 | Regina Sytsch     | 16:13,13      |
| 5.     | SAD                    | Diana Munz        | 16:14,28      |
| 6.     | Kanada                 | Brittany Reimer   | 16:15,98      |
| 7.     | Ujedinjeno Kraljevstvo | Rebecca Cooke     | 16:20,41      |
| 8.     | NR Kina                | Chen Hua          | 16:29,06      |

### Leđni stil

#### 50 m leđno
| Mjesto | Država     | Plivač             | Vrijeme (s) |
| ------ | ---------- | ------------------ | ----------- |
| 1.     | Njemačka   | Thomas Rupprath    | 24,80 (WR)  |
| 2.     | Australija | Matt Welsh         | 25,01       |
| 3.     | JAR        | Johannes Zandberg  | 25,07       |
| 4.     | Njemačka   | Steffen Driesen    | 25,14       |
| 5.     | SAD        | Randall Bal        | 25,19       |
| 6.     | Litva      | Darius Grigalionis | 25,53       |
| 7.     | Australija | Joshua Watson      | 25,62       |
| 8.     | SAD        | Aaron Peirsol      | 25,75       |

| Mjesto | Država     | Plivačica         | Vrijeme (s) |
| ------ | ---------- | ----------------- | ----------- |
| 1.     | Španjolska | Nina Živanevskaja | 28,48       |
| 2.     | Češka      | Ilona Hlaváčková  | 28,50       |
| 3.     | Japan      | Noriko Inada      | 28,62       |
| 4.     | Kanada     | Jennifer Carroll  | 28,65       |
| 5.     | Njemačka   | Sandra Völker     | 28,69       |
| 6.     | Danska     | Louise Ørnstedt   | 28,93       |
| 7.     | Francuska  | Laure Manaudou    | 28,98       |
| 8.     | SAD        | Haley Cope        | 28,99       |

#### 100 m leđno
| Mjesto | Država     | Plivač              | Vrijeme (s) |
| ------ | ---------- | ------------------- | ----------- |
| 1.     | SAD        | Aaron Peirsol       | 53,61       |
| 2.     | Rusija     | Arkadi Wjattschanin | 53,92       |
|        | Australija | Matt Welsh          | 53,92       |
| 4.     | Njemačka   | Steffen Driesen     | 54,17       |
| 5.     | Austrija   | Markus Rogan        | 54,53       |
| 6.     | Japan      | Tomomi Morita       | 54,86       |
| 7.     | Mađarska   | László Cseh         | 54,95       |
| 8.     | Malezija   | Keng Liat Alex Lim  | 55,18       |

| Mjesto | Država                 | Plivačica           | Vrijeme (min) |
| ------ | ---------------------- | ------------------- | ------------- |
| 1.     | Njemačka               | Antje Buschschulte  | 1:00,50       |
| 2.     | Danska                 | Louise Ørnstedt     | 1:00,86       |
| 3.     | Ujedinjeno Kraljevstvo | Katy Sexton         | 1:00,86       |
| 4.     | Španjolska             | Nina Živanevskaja   | 1:01,18       |
| 5.     | Rusija                 | Stanislawa Komarowa | 1:01,36       |
| 6.     | Ukrajina               | Iryna Amschennikowa | 1:01,43       |
| 7.     | Japan                  | Mai Nakamura        | 1:01,51       |
| 8.     | Ujedinjeno Kraljevstvo | Sarah Price         | 1:01,63       |

#### 200 m leđno
| Mjesto | Država     | Plivač              | Vrijeme (min) |
| ------ | ---------- | ------------------- | ------------- |
| 1.     | SAD        | Aaron Peirsol       | 1:55,92       |
| 2.     | Hrvatska   | Gordan Kožulj       | 1:57,47       |
| 3.     | Francuska  | Simon Dufour        | 1:57,90       |
| 4.     | SAD        | Bryce Hunt          | 1:57,92       |
| 5.     | Australija | Matt Welsh          | 1:57,94       |
| 6.     | Rusija     | Arkadi Wjattschanin | 1:58,07       |
| 7.     | Rumunjska  | Răzvan Florea       | 1:58,66       |
| 8.     | Slovenija  | Blaž Medvešek       | 1:58,96       |

| Mjesto | Država                 | Plivačica           | Vrijeme (min) |
| ------ | ---------------------- | ------------------- | ------------- |
| 1.     | Ujedinjeno Kraljevstvo | Katy Sexton         | 2:08,74       |
| 2.     | SAD                    | Margaret Hoelzer    | 2:09,24       |
| 3.     | Rusija                 | Stanislawa Komarowa | 2:10,17       |
| 4.     | Ukrajina               | Iryna Amschennikowa | 2:10,82       |
| 5.     | Japan                  | Hanae Ito           | 2:10,95       |
| 6.     | Kanada                 | Jennifer Fratesi    | 2:12,53       |
| 7.     | Njemačka               | Nicole Hetzer       | 2:12,82       |
| 8.     | Ujedinjeno Kraljevstvo | Sarah Price         | 2:13,78       |

### Prsni stil

#### 50 m prsno
| Mjesto | Država                 | Plivač            | Vrijeme (s) |
| ------ | ---------------------- | ----------------- | ----------- |
| 1.     | Ujedinjeno Kraljevstvo | James Gibson      | 27,56       |
| 2.     | Ukrajina               | Oleh Lissohor     | 27,74       |
| 3.     | Mađarska               | Mihály Flaskay    | 27,79       |
| 4.     | Njemačka               | Mark Warnecke     | 27,87       |
| 5.     | Ujedinjeno Kraljevstvo | Darren Mew        | 27,92       |
| 6.     | Italija                | Alessandro Terrin | 27,98       |
| 7.     | Slovenija              | Emil Tahirovič    | 28,17       |
| 8.     | Srbija i Crna Gora     | Mladen Tepačević  | DSQ         |

| Mjesto | Država                 | Plivačica         | Vrijeme (s) |
| ------ | ---------------------- | ----------------- | ----------- |
| 1.     | NR Kina                | Luo Xuejuan       | 30,67       |
| 2.     | Australija             | Brooke Hanson     | 31,13       |
| 3.     | Ujedinjeno Kraljevstvo | Zoe Baker         | 31,37       |
| 4.     | Australija             | Leisel Jones      | 31,50       |
| 5.     | SAD                    | Tara Kirk         | 31,87       |
| 6.     | SAD                    | Kristy Kowal      | 31,96       |
| 7.     | Njemačka               | Sarah Poewe       | 32,03       |
| 8.     | Rusija                 | Jelena Bogomasowa | 32,27       |

#### 100 m prsno
| Mjesto | Država                 | Plivač              | Vrijeme (min) |
| ------ | ---------------------- | ------------------- | ------------- |
| 1.     | Japan                  | Kōsuke Kitajima     | 59,78 (WR)    |
| 2.     | SAD                    | Brendan Hansen      | 1:00,21       |
| 3.     | Ujedinjeno Kraljevstvo | James Gibson        | 1:00,37       |
| 4.     | SAD                    | Ed Moses            | 1:00,87       |
| 5.     | Kanada                 | Morgan Knabe        | 1:01,07       |
| 6.     | Italija                | Domenico Fioravanti | 1:01,23       |
| 7.     | Ujedinjeno Kraljevstvo | Alexander Dale Oen  | 1:01,36       |
| 8.     | Francuska              | Hugues Dubosq       | 1:01,48       |

| Mjesto | Država     | Plivačica      | Vrijeme (min) |
| ------ | ---------- | -------------- | ------------- |
| 1.     | NR Kina    | Luo Xuejuan    | 1:06,80       |
| 2.     | SAD        | Amanda Beard   | 1:07,42       |
| 3.     | Australija | Leisel Jones   | 1:07,47       |
| 4.     | Njemačka   | Sarah Poewe    | 1:08,06       |
| 5.     | SAD        | Tara Kirk      | 1:08,30       |
| 6.     | Australija | Brooke Hanson  | 1:08,55       |
| 7.     | Austrija   | Mirna Jukić    | 1:08,76       |
| 8.     | Kanada     | Rhiannon Leier | 1:09,39       |

#### 200 m prsno
| Mjesto | Država                 | Plivač            | Vrijeme (min) |
| ------ | ---------------------- | ----------------- | ------------- |
| 1.     | Japan                  | Kōsuke Kitajima   | 2:09,42 (WR)  |
| 2.     | Ujedinjeno Kraljevstvo | Ian Edmond        | 2:10,92       |
| 3.     | SAD                    | Brendan Hansen    | 2:11,11       |
| 4.     | Australija             | Jim Piper         | 2:11,55       |
| 5.     | Rusija                 | Dmitri Komornikow | 2:12,30       |
| 6.     | Rusija                 | Andrei Iwanow     | 2:13,20       |
| 7.     | Kanada                 | Mike Brown        | 2:13,30       |
| 8.     | Austrija               | Maxim Podoprigora | 2:13,33       |

| Mjesto | Država     | Plivačica     | Vrijeme (min) |
| ------ | ---------- | ------------- | ------------- |
| 1.     | SAD        | Amanda Beard  | 2:22,99 (WR)  |
| 2.     | Australija | Leisel Jones  | 2:24,33       |
| 3.     | NR Kina    | Qi Hui        | 2:25,78       |
| 4.     | Njemačka   | Anne Poleska  | 2:26,35       |
| 5.     | Austrija   | Mirna Jukić   | 2:26,38       |
| 6.     | Njemačka   | Sarah Poewe   | 2:26,72       |
| 7.     | Japan      | Masami Tanaka | 2:28,55       |
| 8.     | Mađarska   | Diana Reményi | 2:29,20       |

### Leptir stil

#### 50 m leptir
| Mjesto | Država                 | Plivač               | Vrijeme (s) |
| ------ | ---------------------- | -------------------- | ----------- |
| 1.     | Australija             | Matt Welsh           | 23,43 (WR)  |
| 2.     | SAD                    | Ian Crocker          | 23,62       |
| 3.     | Rusija                 | Jewgeni Korotischkin | 23,73       |
| 4.     | Australija             | Geoffrey Huegill     | 23,76       |
| 5.     | JAR                    | Roland Mark Schoeman | 23,79       |
| 6.     | Njemačka               | Thomas Rupprath      | 23,83       |
| 7.     | Ujedinjeno Kraljevstvo | Mark Foster          | 23,86       |
| 8.     | Brazil                 | Fernando Scherer     | 23,96       |

| Mjesto | Država     | Plivačica             | Vrijeme (s) |
| ------ | ---------- | --------------------- | ----------- |
| 1.     | Nizozemska | Inge de Bruijn        | 25,84       |
| 2.     | SAD        | Jenny Thompson        | 26,00       |
| 3.     | Švedska    | Anna-Karin Kammerling | 26,11       |
| 4.     | NR Kina    | Zhou Yafei            | 26,85       |
| 5.     | Nizozemska | Chantal Groot         | 26,92       |
| 6.     | Izrael     | Vered Borochovsky     | 26,98       |
| 7.     | Ukrajina   | Natalija Tschudjakowa | 27,10       |
| 8.     | Španjolska | Angela San Juan       | 27,24       |

#### 100 m leptir
| Mjesto | Država    | Plivač               | Vrijeme (s) |
| ------ | --------- | -------------------- | ----------- |
| 1.     | SAD       | Ian Crocker          | 50,98 (WR)  |
| 2.     | SAD       | Michael Phelps       | 51,10       |
| 3.     | Ukrajina  | Andrij Serdinow      | 51,59       |
| 4.     | Rusija    | Igor Martschenko     | 51,95       |
| 5.     | Njemačka  | Thomas Rupprath      | 51,98       |
| 6.     | Japan     | Takashi Yamamoto     | 52,27       |
| 7.     | Francuska | Franck Esposito      | 52,68       |
| 8.     | Rusija    | Jewgeni Korotischkin | 53,00       |

| Mjesto | Država      | Plivačica             | Vrijeme (s) |
| ------ | ----------- | --------------------- | ----------- |
| 1.     | SAD         | Jenny Thompson        | 57,96       |
| 2.     | Poljska     | Otylia Jędrzejczak    | 58,22       |
| 3.     | Slovačka    | Martina Moravcová     | 58,24       |
| 4.     | Bjelorusija | Alena Poptschanka     | 58,90       |
| 5.     | NR Kina     | Zhou Yafei            | 59,08       |
| 6.     | Švedska     | Anna-Karin Kammerling | 59,14       |
| 7.     | Japan       | Yuko Nakanishi        | 59,32       |
| 8.     | SAD         | Natalie Coughlin      | 59,63       |

#### 200 m leptir
| Mjesto | Država                 | Plivač           | Vrijeme (min) |
| ------ | ---------------------- | ---------------- | ------------- |
| 1.     | SAD                    | Michael Phelps   | 1:54,35       |
| 2.     | Japan                  | Takashi Yamamoto | 1:55,52       |
| 3.     | SAD                    | Thomas Malchow   | 1:55,66       |
| 4.     | Ujedinjeno Kraljevstvo | Stephen Parry    | 1:56,10       |
| 5.     | Ukrajina               | Denys Sylantjew  | 1:56,36       |
| 6.     | Ukrajina               | Serhij Adwena    | 1:57,21       |
| 7.     | Australija             | Justin Norris    | 1:58,22       |
| 8.     | Australija             | Travis Nederpelt | 1:58,95       |

| Mjesto | Država     | Plivačica          | Vrijeme (min) |
| ------ | ---------- | ------------------ | ------------- |
| 1.     | Poljska    | Otylia Jędrzejczak | 2:07,56       |
| 2.     | Mađarska   | Éva Risztov        | 2:07,68       |
| 3.     | Japan      | Yuko Nakanishi     | 2:08,08       |
| 4.     | SAD        | Mary Descenza      | 2:08,38       |
| 5.     | Italija    | Francesca Segat    | 2:09,49       |
| 6.     | Njemačka   | Annika Mehlhorn    | 2:09,61       |
| 7.     | SAD        | Felicity Galvez    | 2:10,58       |
| 8.     | Španjolska | Roser Vives        | 2:12,89       |

### Mješovito

#### 200 m mješovito
| Mjesto | Država            | Plivač                | Vrijeme (min) |
| ------ | ----------------- | --------------------- | ------------- |
| 1.     | SAD               | Michael Phelps        | 1:56,04 (WR)  |
| 2.     | Australija        | Ian Thorpe            | 1:59,66       |
| 3.     | Italija           | Massimiliano Rosolino | 1:59,71       |
| 4.     | Finska            | Jani Sievinen         | 1:59,98       |
| 5.     | Trinidad i Tobago | George Bovell         | 2:00,06       |
| 6.     | Japan             | Takahiro Mori         | 2:01,29       |
| 7.     | SAD               | Kevin Clements        | 2:01,51       |
| 8.     | Kanada            | Brian Johns           | 2:01,62       |

| Mjesto | Država      | Plivačica         | Vrijeme (min) |
| ------ | ----------- | ----------------- | ------------- |
| 1.     | Ukrajina    | Jana Kločkova     | 2:10,75       |
| 2.     | Australija  | Alice Mills       | 2:12,75       |
| 3.     | NR Kina     | Zhou Yafei        | 2:12,92       |
| 4.     | NR Kina     | Qi Hui            | 2:14,51       |
| 5.     | SAD         | Maggie Bowen      | 2:14,60       |
| 6.     | Mađarska    | Ágnes Kovács      | 2:14,63       |
| 7.     | Rumunjska   | Beatrice Caslaru  | 2:14,65       |
| 8.     | Bjelorusija | Hanna Schtscherba | 2:16,70       |

#### 400 m mješovito
| Mjesto | Država   | Plivač                | Vrijeme (min) |
| ------ | -------- | --------------------- | ------------- |
| 1.     | SAD      | Michael Phelps        | 4:09,09 (WR)  |
| 2.     | Mađarska | László Cseh           | 4:10,79       |
| 3.     | Tunis    | Oussama Mellouli      | 4:15,36       |
| 4.     | SAD      | Thomas Wilkens        | 4:16,06       |
| 5.     | Italija  | Massimiliano Rosolino | 4:17,30       |
| 6.     | Japan    | Takahiro Mori         | 4:17,54       |
| 7.     | SAD      | Brian Johns           | 4:20,27       |
| 8.     | Italija  | Alessio Boggiatto     | 4:21,23       |

| Mjesto | Država     | Plivačica        | Vrijeme (min) |
| ------ | ---------- | ---------------- | ------------- |
| 1.     | Ukrajina   | Jana Kločkova    | 4:36,74       |
| 2.     | Mađarska   | Éva Risztov      | 4:37,39       |
| 3.     | Rumunjska  | Beatrice Caslaru | 4:41,86       |
| 4.     | SAD        | Maggie Bowen     | 4:43,21       |
| 5.     | Njemačka   | Nicole Hetzer    | 4:43,42       |
| 6.     | Mađarska   | Diana Reményi    | 4:45,67       |
| 7.     | Argentina  | Georgina Bardach | 4:46,06       |
| 8.     | Australija | Jennifer Reilly  | 4:48,11       |

## Štafetna natjecanja

### 4x100 m slobodno
| Mjesto | Država     | Plivači | Vrijeme (min) |
| ------ | ---------- | ------- | ------------- |
| 1.     | Rusija     |         | 3:14,06       |
| 2.     | SAD        |         | 3:14,80       |
| 3.     | Francuska  |         | 3:15,66       |
| 4.     | Australija |         | 3:15,67       |
| 5.     | Njemačka   |         | 3:15,98       |
| 6.     | Italija    |         | 3:15,99       |
| 7.     | Kanada     |         | 3:16,83       |
| 8.     | JAR        |         | 3:18,79       |

| Mjesto | Država                 | Plivačice | Vrijeme (min) |
| ------ | ---------------------- | --------- | ------------- |
| 1.     | SAD                    |           | 3:38,09       |
| 2.     | Njemačka               |           | 3:38,73       |
| 3.     | Australija             |           | 3:38,83       |
| 4.     | Nizozemska             |           | 3:41,04       |
| 5.     | Ujedinjeno Kraljevstvo |           | 3:41,17       |
| 6.     | Švedska                |           | 3:41,36       |
| 7.     | NR Kina                |           | 3:41,46       |
| 8.     | Italija                |           | 3:48,18       |

### 4x200 m slobodno
| Mjesto | Država                 | Plivači | Vrijeme (min) |
| ------ | ---------------------- | ------- | ------------- |
| 1.     | Australija             |         | 7:08,58       |
| 2.     | SAD                    |         | 7:10,26       |
| 3.     | Njemačka               |         | 7:14,02       |
| 4.     | Italija                |         | 7:14,32       |
| 5.     | Kanada                 |         | 7:17,38       |
| 6.     | Ujedinjeno Kraljevstvo |         | 7:18,99       |
| 7.     | Grčka                  |         | 7:20,60       |
| 8.     | NR Kina                |         | 7:27,96       |

| Mjesto | Država                 | Plivačice | Vrijeme (min) |
| ------ | ---------------------- | --------- | ------------- |
| 1.     | SAD                    |           | 7:55,70       |
| 2.     | Australija             |           | 7:58,42       |
| 3.     | NR Kina                |           | 7:58,53       |
| 4.     | Ujedinjeno Kraljevstvo |           | 8:00,01       |
| 5.     | Španjolska             |           | 8:03,84       |
| 6.     | Švedska                |           | 8:05,05       |
| 7.     | Nizozemska             |           | 8:05,82       |
| 8.     | Kanada                 |           | 8:08,42       |

### 4x100 m mješovito
| Mjesto | Država                 | Plivači | Vrijeme (min) |
| ------ | ---------------------- | ------- | ------------- |
| 1.     | SAD                    |         | 3:31,54 (WR)  |
| 2.     | Rusija                 |         | 3:34,72       |
| 3.     | Japan                  |         | 3:36,12       |
| 4.     | Francuska              |         | 3:36,39       |
| 5.     | Nizozemska             |         | 3:37,12       |
| 6.     | Ukrajina               |         | 3:37,28       |
| 7.     | Kanada                 |         | 3:37,39       |
| 8.     | Ujedinjeno Kraljevstvo |         | 3:38,21       |

| Mjesto | Država                 | Plivačice | Vrijeme (min) |
| ------ | ---------------------- | --------- | ------------- |
| 1.     | NR Kina                |           | 3:59,89       |
| 2.     | SAD                    |           | 4:00,83       |
| 3.     | Australija             |           | 4:01,37       |
| 4.     | Njemačka               |           | 4:02,01       |
| 5.     | Japan                  |           | 4:06,25       |
| 6.     | Nizozemska             |           | 4:07,73       |
| 7.     | Švedska                |           | 4:08,39       |
| 8.     | Ujedinjeno Kraljevstvo |           | 4:10,69       |

## Objašnjenje kratica
- AF = Afrički rekord
- AM = Američki rekord
- AS = Azijski rekord
- ER = Europski rekord
- OC = Oceanijski rekord
- OR = Olimpijski rekord
- WR = Svjetski rekord